# Neure
Neure – miejscowość i gmina we Francji, w regionie Owernia-Rodan-Alpy, w departamencie Allier.

## Demografia
Według danych na rok 1990 gminę zamieszkiwały 152 osoby, a gęstość zaludnienia wynosiła 13 osób/km². W styczniu 2015 r. Neure zamieszkiwało 176 osób, przy gęstości zaludnienia wynoszącej 15,1 osób/km².